# علیرضا سلیمی (سیاستمدار)
علیرضا سلیمی (زاده ۱۳۴۳ محلات) روحانی و سیاستمدار ایرانی است که نماینده  دوره دوازدهم مجلس شورای اسلامی از حوزه انتخابیه تهران، ری، شمیرانات، اسلامشهر و پردیس است. وی پیش‌تر نماینده دوره‌های هشتم، نهم، دهم و یازدهم از حوزه انتخابیه محلات و دلیجان در استان مرکزی بوده‌است.
وی از نمایندگان جناح اصولگرایان در مجلس شورای اسلامی محسوب می‌شود که علاوه بر حضور در کمیسیون آموزش‌ و تحقیقات، عضو فراکسیون ولایی و فراکسیون روحانیون و یکی از اعضای هیئت نظارت بر رفتار نمایندگان مجلس شورای اسلامی نیز هست.
وی دارای لیسانس و فوق لیسانس مبانی حقوق از دانشگاه تهران و دکترای فقه و مبانی حقوق از دانشگاه علوم و تحقیقات تهران بوده و همچنین دروس خارج فقه را نزد فاضل لنکرانی، شبیری زنجانی، وحید خراسانی، جواد تبریزی، جوادی آملی و جعفر سبحانی فرا گرفته‌است.

## انتخابات مجلس
سلیمی نخستین بار با کسب ۱۲٬۳۴۶ رای از مجموع هزار و ۹۵۴ رای ماخوذه که مساوی با ۳۵٫۳۰ درصد از کل آرا بود به مجلس راه یافت.
در جریان انتخابات مجلس نهم با کسب ۱۷٬۵۲۵ و درصد آراء: ۴۵٫۴۹ آرا به مجلس راه یافت.
وی با کسب ۱۱٬۴۷۰ رای از مجموع ۴۳٬۱۴۱ رای معادل ۲۶٫۵۹٪ درصد آرا در انتخابات دوره دهم به مجلس راه پیدا کرد.

## جنجال با اظهارنظر
در جلسه علنی سه‌شنبه ۲۸ فروردین ۱۳۹۷ و هنگامی‌ که جهانبخش محبی‌نیا نماینده میاندوآب که مشغول نطق خود دربارهٔ مسائل اقتصادی کشور بود، یکی از نمایندگان که بعدها معلوم شد سلیمی بوده‌است به یک‌باره عبارت «به ما این دختر خوشگل‌ها رو نشون بده» را گفت که از بلندگوی مجلس نیز پخش شد. این اتفاق در حالی رخ داد که مسعود پزشکیان نائب‌رئیس مجلس، از اساس این اتفاق را تکذیب کرد و فایل صوتی منتشر شده را تقطیع شده دانست.
دیگر جنجال به‌وجود آمده در خصوص انتقاد نابجا در خصوص اظهارنظر به‌جای سرهنگ ساوری معاون اجتماعی پلیس پیشگیری ناجا در خصوص کم کاری قانون‌گذار در امر قانون‌گذاری و مجازات از سوی دستگاه قضا و پلیس که انتقادات فراوانی در پی داشت.